# Atylotus chodukini
Atylotus chodukini är en tvåvingeart som först beskrevs av Olsufjev 1952.  Atylotus chodukini ingår i släktet Atylotus och familjen bromsar. Inga underarter finns listade i Catalogue of Life.